# Düringerode
Koordinaten: 51° 56′ 9,6″ N, 10° 30′ 7,2″ O
Düringerode (auch: Thuringerode, Döringerode, Doringerode bzw. Dorrierode/Darjerode) ist eine Wüstung bei Immenrode auf dem Gebiet der Stadt Goslar in Südniedersachsen.

## Geografie

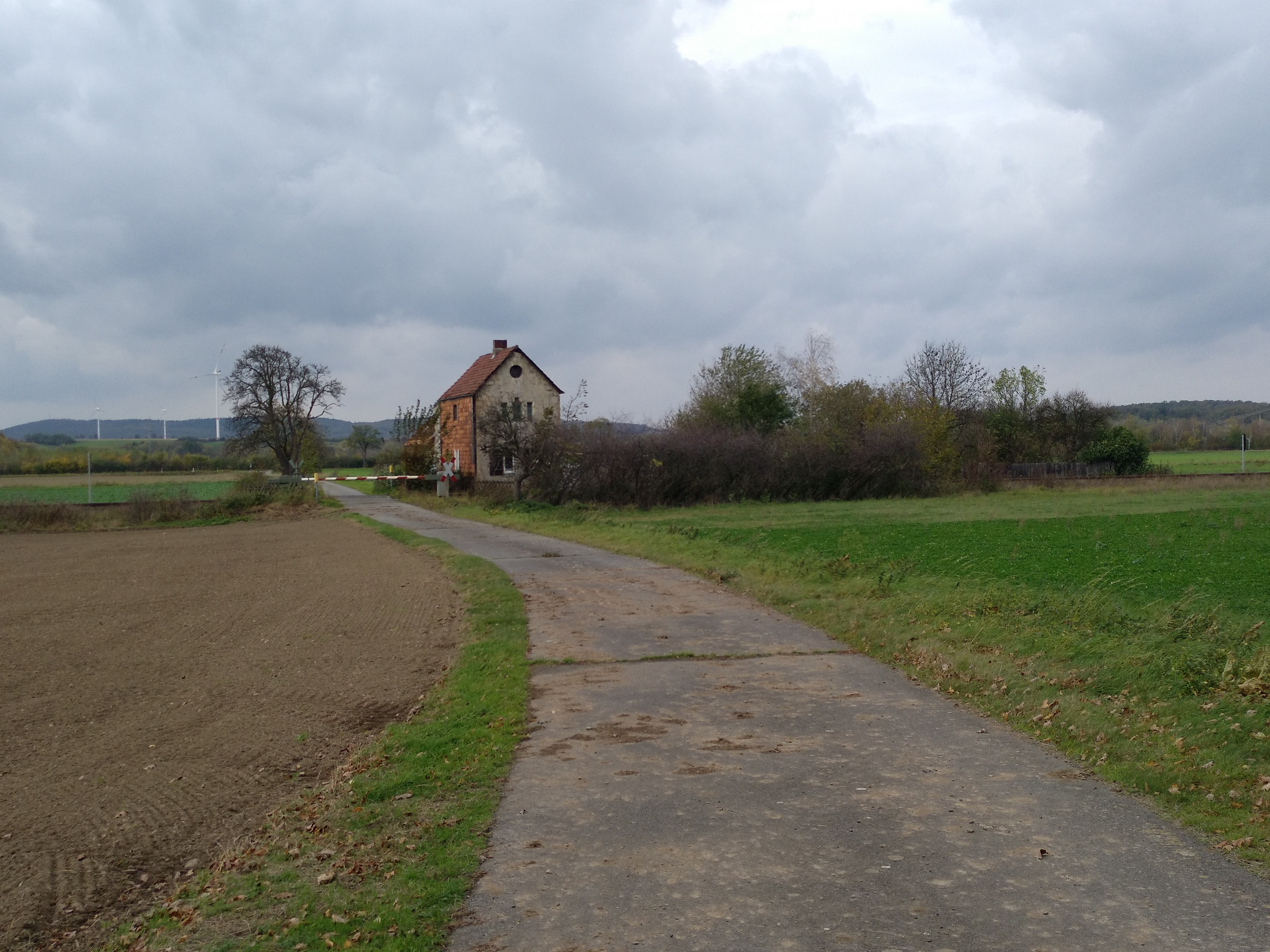
Ungefährer Standort der Wüstung Düringerode im Steinfeld bei Harlingerode

Die Wüstung befindet sich unmittelbar nördlich der Oker und östlich der heutigen Probsteiburg. Nordöstlich befinden sich Vienenburg und die Wüstung Wenderode, südöstlich Harlingerode, südlich Oker, westlich die Goslarer Innenstadt und nordwestlich Immenrode.
Der Ort lag im Steinfeld, einer unfruchtbaren und aus Mergelschottern bestehenden Fläche, die ganz im Sinne seiner Bezeichnung ab dem 20. Jahrhundert zur Kiesabbaufläche wurde und es bis heute ist.

## Geschichte

### Gründung und Etymologie
Die Wüstung gehört zur Gruppe der -ingerode-Ortschaften, deren Gründungsschwerpunkt im 9. und 10. Jahrhundert liegt und im östlichen Landkreis Goslar sehr präsent sind. Der historische Name Thuringerode (Aussprache des th als [⁠θ⁠] wie in englisch thorn) geht auf eine Besiedelung durch Volksangehörige der Thüringer zurück. Laut dem Historiker Richard Wieries war die Besiedlung durch diese vor allem der geografischen Position Düringerodes geschuldet:
„Thuringerode zeigt durch seinen Namen, daß hier Thüringer die ersten Ansiedler waren. Es scheint fast, als ob ihnen die Niederlassung nur gestattet wurde, weil die Sachsen mit dem Lande hier unten am unfruchtbaren Steinfelde an der Grenze des Harzgaues nichts anzufangen wußten.“
Nicht zu verwechseln ist die Ortschaft mit der im Landkreis Wolfenbüttel gelegenen Wüstung Thuringesrode nördlich des Großen Bruchs, die auf einen Personennamen anstatt eines Volksnamens zurückzuführen ist.

### Ortsgeschichte
Döringerode wurde 1163 zusammen mit Göttingerode erstmals als Thuringeroth erwähnt. Zu dieser Zeit gehörte das Dorf dem Petersstift zu Goslar an.
Für die Zeit zwischen 1285 und 1296 ist eine Mühlensteile und 1311 eine Schmelzhütte zu Düringerode bekundet. Die Ortschaft fiel nach 1355 wüst. Die Bevölkerung ging hauptsächlich in der nordwestlich gelegenen Siedlung Immenrode auf. Auf dem Immenröder Kirchturmknopf befindet sich folgende Eintragung:
„Die Gemeinde Immenrode besteht eigentlich aus zwei Gemeinden, Immenrode und Darlingerode [siehe oben]. In den Meyerbriefen steht jetzt noch Darlingeroder Feld. Darlingerode soll abgebrannt sein, das Jahr lässt sich nicht finden. Durch die Herkunft der Darlingeröder ist diese Gemeinde sehr gewachsen, und die mehrsten Kothsassen sind aus Darlingerode gekommen.“
Daraus kann gefolgert werden, dass die Döringeröder Bevölkerung das Dorf Immenrode entscheidend geprägt hat.
Heutzutage erinnern einzelne Flur- und Straßennamen an die einstige Existenz der Siedlung. So besteht südöstlich des Ortes Grauhof der Dörgenkamp, welches unter anderem einen Rückschluss auf das einstige Düringerode erlaubt. Nach dem Flur ist eine heutige Spielstraße in Ohlhof benannt.

### Namensformen
Nach der Erstnennung als Thuringeroth 1163 tritt der Name mit verschobenem dentalen Frikativ und abgesenktem Hauptvokal als Doringeroth im Jahre 1206 auf, danach wird Düringerode ein letztes Mal in seiner alten Form Thuringeroth 1230 genannt. Die Form Doringeroth entwickelte sich über Doringerode zu den mundartlichen Formen Dorrierode und Darjerode (1666). Falsch hingegen ist die Variante Darlingerode, wie sie auf dem Immenröder Kirchturmknopf genannt wird.

## Trivia
- In einer Chronik aus Oker wird ein steinernes Kreuz erwähnt, das Darjerode gewidmet war. Es ist seitdem verschollen.[5]